# Міста і села Білорусі
Міста і села Білорусі (біл. Гарады і вёскі Беларусі) — багатотомна енциклопедія білоруською мовою про міста і села Білорусі.

## Основні відомості
Видання Національної академії наук Білорусі, Інституту мистецтвознавства, етнографії і фольклору, видавництва «Беларуская энцыклапедыя» імені Петруся Бровки. Випуск видання здійснюється на замовлення та за фінансової підтримки Міністерства інформації Республіки Білорусь.
У довіднику на підставі новітніх архівних та інших джерел відображені історія і сучасний економічний і культурний стан всіх адміністративно-територіальних одиниць Білорусі — 6 областей, 118 районів, а також усіх населених пунктів кожного району, у тому числі тих, які припинили своє існування.
Містить багато кольорових і чорно-білих фотографій, малюнків, карт.

## Опис томів
1. Гарады і вёскі Беларусі: Энцыклапедыя. Т. 1, кн. 1. Гомельская вобласць / С. В. Марцэлеў; рэдкал.: Г. П. Пашкоў (гал. рэд.) [і інш.]. — Мн.: БелЭн, 2004. — 632 с.: іл. ISBN 985-11-0303-9. (біл.)
2. Гарады і вёскі Беларусі: Энцыклапедыя. Т. 2, кн. 2. Гомельская вобласць / С. В. Марцэлеў; рэдкал.: Г. П. Пашкоў (гал. рэд.) [і інш.]. — Мн.: БелЭн, 2005. — 520 с.: іл. ISBN 985-11-0330-6. (біл.)
3. Гарады і вёскі Беларусі: энцыклапедыя. Т. 3, кн. 1. Брэсцкая вобласць / рэдкал.: Г. П. Пашкоў (гал. рэд.) [і інш.]. — Мінск: БелЭн, 2006. — 528 с.: іл. ISBN 985-11-0373-X. (біл.)
4. Гарады і вёскі Беларусі: Энцыклапедыя. Т. 4, кн. 2. Брэсцкая вобласць / рэдкал.: Г. П. Пашкоў (гал. рэд.) [і інш.]. — Мінск: БелЭн, 2007. — 608 с.: іл. ISBN 978-985-11-0388-7. (біл.)
5. Гарады і вёскі Беларусі: Энцыклапедыя. Т. 5, кн. 1. Магілёўская вобласць / рэдкал.: Г. П. Пашкоў (дырэктар) [і інш.]. — Мінск: БелЭн, 2008. — 728 с. іл. ISBN 978-985-11-0409-9. (біл.)
6. Гарады і вёскі Беларусі: Энцыклапедыя. Т. 6, кн. 2. Магілёўская вобласць / рэдкал.: Т. У. Бялова (дырэктар) [і інш.]. — Мінск: БелЭн, 2009. — 592 с. іл. ISBN 978-985-11-0440-2. (біл.)
7. Гарады і вёскі Беларусі: Энцыклапедыя. Т. 7, кн. 3. Магілёўская вобласць / рэдкал.: Т. У. Бялова (дырэктар) [і інш.]. — Мінск: БелЭн, 2009. — 544 с. іл. ISBN 978-985-11-0452-5. (біл.)
8. Гарады і вёскі Беларусі: энцыклапедыя. Т. 8. Мінская вобласць. Кн. 1 / рэдкал.: Т. У. Бялова (дырэктар) [і інш.]. — Мінск: БелЭн, 2010. — 736 с.: іл. ISBN 978-985-11-0520-1. (біл.)
9. Гарады і вёскі Беларусі: энцыклапедыя. Т. 8. Мінская вобласць. Кн. 2 / рэдкал.: Т. У. Бялова (дырэктар) [і інш.]. — Мінск: БелЭн, 2011. — 464 с.: іл. ISBN 978-985-11-0554-6. (біл.)
10. Гарады і вёскі Беларусі: энцыклапедыя. Т. 8. Мінская вобласць. Кн. 3 / рэдкал.: Т. У. Бялова (дырэктар) [і інш.]. — Мінск: БелЭн, 2012. — 624 с.: іл. ISBN 978-985-11-0636-9. (біл.)
11. Гарады і вёскі Беларусі: энцыклапедыя. Т. 8. Мінская вобласць. Кн. 4 / рэдкал.: Т. У. Бялова (дырэктар) [і інш.]. — Мінск: БелЭн, 2013. — 528 с.: іл. ISBN 978-985-11-0735-9. (біл.)
12. Гарады і вёскі Беларусі: энцыклапедыя. Т. 8. Мінская вобласць. Кн. 5 / рэдкал.: У. Ю. Аляксандраў (дырэктар) [і інш.]. — Мінск: БелЭн, 2014. — 360 с.: іл. ISBN 978-985-11-0757-1. (біл.)
13. Гарады і вёскі Беларусі: энцыклапедыя. Т. 9. Гродзенская вобласць. Кн. 1 / рэдкал.: У. У. Андрыевіч (гал. рэд.) [і інш.]. — Мінск: БелЭн, 2015. — 656 с.: іл. ISBN 978-985-11-0839-4. (біл.)
14. Гарады і вёскі Беларусі: энцыклапедыя. Т. 9. Гродзенская вобласць. Кн. 2 / рэдкал.: У. У. Андрыевіч (гал. рэд.) [і інш.]. — Мінск: БелЭн, 2016. — 848 с.: іл. ISBN 978-985-11-0908-7. (біл.)
15. Гарады і вёскі Беларусі: энцыклапедыя. Т. 9. Гродзенская вобласць. Кн. 3 / рэдкал.: У. У. Андрыевіч (гал. рэд.) [і інш.]. — Мінск: БелЭн, 2017. — 792 с.: іл. ISBN 978-985-11-0958-2. (біл.)
16. Гарады і вёскі Беларусі: энцыклапедыя. Т. 10. Віцебская вобласць. Кн. 1 / рэдкал.: У. У. Андрыевіч (гал. рэд.) [і інш.]. — Мінск: БелЭн, 2018. — 696 с.: іл. ISBN 978-985-11-1062-5. (біл.)
17. Гарады і вёскі Беларусі: энцыклапедыя. Т. 10. Віцебская вобласць. Кн. 2 / рэдкал.: У. У. Андрыевіч (гал. рэд.) [і інш.]. — Мінск: БелЭн, 2019. — 728 с.: іл. ISBN 978-985-11-1126-4. (біл.)
18. Гарады і вёскі Беларусі: энцыклапедыя. Т. 10. Віцебская вобласць. Кн. 3 / рэдкал.: У. У. Андрыевіч (гал. рэд.) [і інш.]. — Мінск: БелЭн, 2019. — 592 с.: іл. ISBN 978-985-11-1156-1. (біл.)
19. Гарады і вёскі Беларусі: энцыклапедыя. Т. 10. Віцебская вобласць. Кн. 4 / рэдкал.: В. У. Ваніна (гал. рэд.) [і інш.]. — Мінск: БелЭн, 2020. — 776 с.: іл. ISBN 978-985-11-1252-0. (біл.)
20. Гарады і вёскі Беларусі: энцыклапедыя. Т. 10. Віцебская вобласць. Кн. 5 / рэдкал.: В. У. Ваніна (гал. рэд.) [і інш.]. — Мінск: БелЭн, 2021. — 760 с.: іл. ISBN 978-985-11-1278-0. (біл.)